# Maré
Maré – miasto w Nowej Kaledonii (zbiorowości zamorskiej Francji); na wyspie Maré; 7600 mieszkańców (2006]). Przemysł spożywczy.